# Cistoadenoma seroso do pâncreas
Cistoadenoma seroso do pâncreas é um tumor benigno do pâncreas. Geralmente situa-se na cabeça do pâncreas, e pode estar associado com a síndrome de von Hippel-Lindau. Ao contrário de outros tumores císticos do pâncreas, as neoplasias císticas serosas são quase sempre beningnas, embora existam casos raros de cistoadenocarcinomas serosos malignos.